# Anoplosiagum truncatum
Anoplosiagum truncatum är en skalbaggsart som beskrevs av Frey 1973. Anoplosiagum truncatum ingår i släktet Anoplosiagum och familjen Melolonthidae. Inga underarter finns listade i Catalogue of Life.